# Han Xinyun
Han Xinyun (chinesisch 韩馨蕴, Pinyin Hán Xīnyùn; * 30. Mai 1990 in Jinzhou, Provinz Liaoning) ist eine chinesische Tennisspielerin.

## Karriere
Han, die im Alter von sieben Jahren mit dem Tennissport begann, bevorzugt Hartplätze. Auf ITF-Turnieren gewann sie bereits elf Einzel- und 27 Doppeltitel.
2010 erreichte sie im Einzel das Hauptfeld der Australian Open, schied aber bereits in der ersten Runde aus. Mit einer Wildcard nahm sie 2013 an der Doppelkonkurrenz der Australian Open teil und erreichte dort die zweite Runde; es war ihr bislang bestes Abschneiden bei einem Grand-Slam-Turnier. 2016 gelang ihr bei den Australian Open auch im Einzel der Einzug in die zweite Runde.
Im Jahr 2010 trat sie zudem für die chinesische Fed-Cup-Mannschaft an; von ihren drei Fed-Cup-Partien konnte sie zwei gewinnen.

## Turniersiege

### Einzel
| Nr. | Datum            | Turnier         | Kategorie   | Belag             | Finalgegnerin      | Ergebnis      |
| --- | ---------------- | --------------- | ----------- | ----------------- | ------------------ | ------------- |
| 1.  | 18. Juni 2006    | Montemor-o-Novo | ITF $10.000 | Hartplatz         | Neuza Silva        | 6:2, 2:6, 7:5 |
| 2.  | 24. Mai 2009     | Incheon         | ITF $25.000 | Hartplatz         | Liang Chen         | 6:2, 6:2      |
| 3.  | 31. Mai 2009     | Goyang          | ITF $25.000 | Hartplatz         | Lee Jin-a          | 7:5, 6:4      |
| 4.  | 7. Juni 2009     | Gimhae          | ITF $25.000 | Hartplatz         | Shannon Golds      | 6:1, 6:3      |
| 5.  | 4. Mai 2013      | Seoul           | ITF $15.000 | Hartplatz         | Kim So-jung        | 6:2, 6:1      |
| 6.  | 6. April 2014    | Glen Innes      | ITF $15.000 | Sand              | Tori Kinard        | 6:2, 6:3      |
| 7.  | 7. Februar 2016  | Launceston      | ITF $75.000 | Hartplatz         | Alla Kudrjawzewa   | 6:1, 6:1      |
| 8.  | 14. August 2016  | Naiman          | ITF $25.000 | Hartplatz (Halle) | Liu Fangzhou       | 6:4, 6:3      |
| 9.  | 10. Juni 2018    | Changsha        | ITF $25.000 | Hartplatz         | Alison Bai         | 6:5, 0:6, 6:4 |
| 10. | 28. Oktober 2018 | Nanning         | ITF $25.000 | Hartplatz         | Karman Kaur Thandi | 6:4, 2:6, 6:4 |
| 11. | 12. Mai 2019     | Lu’an           | ITF W60     | Hartplatz         | Duan Yingying      | 4:6, 6:2, 6:2 |

### Doppel
| Nr. | Datum            | Turnier           | Kategorie         | Belag             | Partnerin        | Finalgegnerinnen                             | Ergebnis          |
| --- | ---------------- | ----------------- | ----------------- | ----------------- | ---------------- | -------------------------------------------- | ----------------- |
| 1.  | April 2007       | Ho-Chi-Minh-Stadt | ITF $25.000       | Hartplatz         | Hao Jie          | Kumiko Iijima Seiko Okamoto                  | 6:2, 1:6, 6:3     |
| 2.  | Dezember 2007    | Xiamen            | ITF $75.000       | Hartplatz         | Xu Yifan         | Ji Chunmei Sun Shengnan                      | 6:4, 7:5          |
| 3.  | Mai 2008         | Caserta           | ITF $25.000       | Sand              | Xu Yifan         | Sophie Ferguson Christina Wheeler            | 4:6, 6:4, [10:8]  |
| 4.  | August 2009      | Quanzhou          | ITF $25.000       | Hartplatz         | Kao Shaoyuan     | Hao Jie Sun Tiantian                         | 1:6, 6:2, [10:6]  |
| 5.  | Mai 2010         | Grado             | ITF $25.000       | Sand              | Lu Jingjing      | Karina Pimkina Marta Sirotkina               | 1:6, 6:4, [10:8]  |
| 6.  | Mai 2012         | Kurume            | ITF $50.000       | Rasen             | Sun Shengnan     | Xenija Lykina Melanie South                  | 6:1, 6:0          |
| 7.  | 11. Mai 2013     | Seoul             | ITF $15.000       | Hartplatz         | Ye Qiuyu         | Chan Chin-wei Zhang Nannan                   | 7:63, 4:6, [10:4] |
| 8.  | 21. Februar 2014 | Nonthaburi        | ITF $10.000       | Hartplatz         | Zhang Kailin     | Katie Boulter Xun Fangying                   | 6:3, 6:0          |
| 9.  | 23. März 2014    | Shenzhen          | ITF $10.000       | Hartplatz         | Zhang Kailin     | Chan Chin-wei Liu Chang                      | 6:3, 2:6, [13:11] |
| 10. | 28. März 2014    | Shenzhen          | ITF $10.000       | Hartplatz         | Zhang Kailin     | Gai Ao Wang Yan                              | 6:0, 6:3          |
| 11. | 25. April 2014   | Nanning           | ITF $25.000       | Hartplatz         | Zhang Kailin     | Zhang Ling Zheng Saisai                      | 7:68, 7:63        |
| 12. | 2. Mai 2014      | Anning            | ITF $50.000       | Sand              | Zhang Kailin     | Varatchaya Wongteanchai Zhang Ling           | 6:4, 6:2          |
| 13. | 1. August 2014   | Wuhan             | ITF $50.000       | Hartplatz         | Zhang Kailin     | Miyu Katō Makoto Ninomiya                    | 6:4, 6:2          |
| 14. | 30. August 2014  | Tsukuba           | ITF $25.000       | Hartplatz         | Zhang Kailin     | Nicha Lertpitaksinchai Peangtarn Plipuech    | 6:4, 6:4          |
| 15. | 10. Januar 2015  | Hongkong          | ITF $50.000       | Hartplatz         | Hsu Chieh-yu     | Varatchaya Wongteanchai Varunya Wongteanchai | 3:6, 6:4, [10:8]  |
| 16. | 13. Februar 2015 | Launceston        | ITF $50.000       | Hartplatz         | Junri Namigata   | Wang Yafan Yang Zhaoxuan                     | 6:4, 3:6, [10:6]  |
| 17. | 22. Mai 2015     | Wuhan             | ITF $50.000       | Hartplatz         | Chang Kai-chen   | Liu Chang Lu Jiajing                         | 6:0, 6:3          |
| 18. | 30. Mai 2015     | Xuzhou            | ITF $50.000       | Hartplatz         | Chang Kai-chen   | Cao Siqi Zhou Mingjin                        | 6:3, 6:2          |
| 19. | 10. Juli 2015    | Bangkok           | ITF $25.000       | Hartplatz         | Zhang Kailin     | Kanae Hisami Kotomi Takahata                 | 6:3, 6:4          |
| 20. | 16. Januar 2016  | Hobart            | WTA International | Hartplatz         | Christina McHale | Kimberly Birrell Jarmila Wolfe               | 6:3, 6:0          |
| 21. | 1. April 2017    | Quanzhou          | ITF $60.000       | Hartplatz         | Ye Quiyu         | Hiroko Kuwata Zhu Lin                        | 6.3, 6:3          |
| 22. | 23. April 2017   | Zhengzhou         | WTA Challenger    | Hartplatz         | Zhu Lin          | Jacqueline Cako Julia Glushko                | 7:5, 6:1          |
| 23. | 28. April 2017   | Anning            | ITF $100.000      | Sand              | Ye Qiuyu         | Prarthana Thombare Xun Fangying              | 6:2, 7:5          |
| 24. | 20. Mai 2017     | Saint-Gaudens     | ITF $60.000       | Sand              | Chang Kai-chen   | Montserrat González Sílvia Soler Espinosa    | 7:5, 6:1          |
| 25. | 28. Oktober 2017 | Liuzhou           | ITF $60.000       | Hartplatz         | Makoto Ninomiya  | Jacqueline Cako Laura Robson                 | 6:2, 7:63         |
| 26. | 5. November 2017 | Zhuhai            | WTA Elite Trophy  | Hartplatz (Halle) | Duan Yingying    | Zhang Shuai Lu Jingjing                      | 6:2, 6:1          |
| 27. | 23. März 2018    | Nanjing           | ITF $15.000       | Hartplatz         | Ye Qiuyu         | Sun Xuliu Zhao Qianqian                      | 3:6, 6:3, [10:5]  |
| 28. | 27. April 2018   | Quanzhou          | ITF $60.000       | Hartplatz         | Ye Qiuyu         | Gua Hanyu Wang Xinyu                         | 7:63, 7:66        |
| 29. | 1. Juni 2018     | Luzhou            | ITF $25.000       | Hartplatz         | Lu Jingjing      | Alison Bai Andreea Amalia Rosca              | 6:3, 6:3          |
| 30. | 5. August 2018   | Washington        | WTA International | Hartplatz         | Darija Jurak     | Alexa Guarachi Erin Routliffe                | 6.3, 6:2          |
| 31. | 4. Mai 2019      | Gifu              | ITF W80           | Hartplatz         | Duan Yingying    | Akiko Omae Peangtarn Plipuech                | 6:3, 4:6, [10:4]  |

## Abschneiden bei Grand-Slam-Turnieren

### Einzel
| Turnier         | 2009 | 2010 | 2011 | 2012 | 2013 | 2014 | 2015 | 2016 | 2017 | 2018 | 2019 | 2020 | 2021 | 2022 | Karriere |
| --------------- | ---- | ---- | ---- | ---- | ---- | ---- | ---- | ---- | ---- | ---- | ---- | ---- | ---- | ---- | -------- |
| Australian Open | —    | 1    | Q1   | —    | —    | —    | —    | 2    | 1    | Q2   | Q1   | Q1   | —    | Q1   | 2        |
| French Open     | —    | Q2   | Q1   | —    | —    | —    | —    | Q1   | Q1   | Q1   | —    | —    | —    | Q1   | —        |
| Wimbledon       | —    | Q2   | Q1   | —    | —    | —    | —    | Q1   | 1    | Q1   | Q1   |      | —    | —    | 1        |
| US Open         | Q1   | Q2   | Q1   | —    | —    | —    | Q2   | Q3   | Q1   | Q1   | Q1   | —    | —    | —    | —        |

Zeichenerklärung: S = Turniersieg; F, HF, VF, AF = Einzug ins Finale / Halbfinale / Viertelfinale / Achtelfinale; 1, 2, 3 = Ausscheiden in der 1. / 2. / 3. Hauptrunde; Q1, Q2, Q3 = Ausscheiden in der 1. / 2. / 3. Qualifikationsrunde; nicht ausgetragen

### Doppel
| Turnier         | 2013 | 2014 | 2015 | 2016 | 2017 | 2018 | 2019 | 2020 | 2021 | 2022 | 2023 | Karriere |
| --------------- | ---- | ---- | ---- | ---- | ---- | ---- | ---- | ---- | ---- | ---- | ---- | -------- |
| Australian Open | 2    | 1    | —    | —    | —    | 1    | 2    | 2    | —    | 2    | 1    | 2        |
| French Open     | —    | —    | —    | 1    | —    | —    | 2    | —    | —    | 2    | —    | 2        |
| Wimbledon       | —    | —    | —    | 1    | 1    | 2    | 2    |      | —    | 2    | —    | 2        |
| US Open         | —    | —    | —    | 1    | —    | 2    | 1    | —    | —    | 1    | —    | 2        |